# Flesh-N-Bone
Flesh-N-Bone, echte naam Stanley Howse (Cleveland, Ohio, 10 juni 1974) is een Amerikaanse rapper.
Flesh is de oudere broer van Layzie Bone, en een neef van Wish Bone.
In 1996 bracht hij "T.H.U.G.S.", Trues Humbly United Gatherin' Souls uit. Het album werd uitgebracht onder Def Jam Records.
In december 1999 werd Flesh opgepakt vanwege het bedreigen van een vriend met een AK-47. Hij werd veroordeeld tot een straf van 11 jaar, maar kwam na 8 jaar vrij.
In oktober 2000 bracht hij "5th Dog Let Loose" uit.
Hij was in 2007 te horen in het nummer "Into the Future", van Bone Thugs-N-Harmony's "Strength and Loyalty". Dat nummer kwam niet op hun album.
- International Standard Name Identifier: 0000 0000 5553 1205
- Library of Congress Control Number: n2003081299
- MusicBrainz: 9722ebbb-30ec-4ac6-bab9-25d6c9363039
- Virtual International Authority File: 55989900
- WorldCat: E39PBJc3MGW6JXvjDGvTmxBXVC